# El Bosque, Guerrero
El Bosque är en ort i Mexiko.   Den ligger i kommunen Pilcaya och delstaten Guerrero, i den sydöstra delen av landet, 100 km sydväst om huvudstaden Mexico City. El Bosque ligger 1 474 meter över havet och antalet invånare är 140.
Terrängen runt El Bosque är huvudsakligen lite bergig. El Bosque ligger nere i en dal. Runt El Bosque är det ganska tätbefolkat, med 75 invånare per kvadratkilometer. Närmaste större samhälle är Taxco de Alarcón, 19,0 km sydost om El Bosque. I omgivningarna runt El Bosque växer huvudsakligen savannskog.